# Fritz Fürst
Fritz Fürst (Monaco di Baviera, 3 luglio 1891 – 9 giugno 1954) è stato un calciatore tedesco, di ruolo attaccante.